# بستنی ناپلی
بستنی ناپلی یا ناپولیتن (به انگلیسی: Neapolitan ice cream) که گهگاهی به آن بستنی سه رنگ (به انگلیسی: Harlequin ice cream) هم می‌گویند نوعی از بستنی می‌باشد که از سه طعم مجزا (غالباً وانیلی، شکلاتی و توت‌فرنگی) تشکیل شده باشد که معمولاً بدون هیچ مانعی بین یکدیگر قرار گرفته‌اند.